# Wendy González
Wendy González Salinas (Monterrey, 17 de agosto de 1985) é uma atriz mexicana.

## Biografia
Wendy González começou sua carreira na televisão, com sete anos na sua cidade natal, no programa local Fiesta y Rodeo. Aos 8 anos estreou como locutora no programa de radio Chicos Interactivos, da XEFB.
Estreou na televisão em 1999, na primeira fase da telenovela Nunca te olvidaré, onde interpretou a personagem da Edith González quando adolescente. Depois participou de outras novelas como Siempre te amaré, Aventuras en el tiempo, Clase 406 e Sortilégio.
Em 2010 integrou o elenco da novela Cuando me enamoro. Porém teve que deixar a novela, devido a uma lesão sofrida.
Em 2011 se tornou protagonista da série Como dice el dicho. Em dezembro de 2014, a atriz saiu do elenco da série.
Em 2015 integrou o elenco da novela Antes muerta que Lichita.

## Carreira

### Telenovelas
- Antes muerta que Lichita (2015-2016).... Brisa Pacheco
- Cuando me enamoro (2010-2011).... Adriana Beltrán
- Sortilegio (2009)... Paula Samaniego Miranda
- Código Postal (2006-2007)... Paulina Durán Torres
- Misión S.O.S. aventura y amor (2004-2005)... Mónica Espino
- Clap... el lugar de tus sueños (2005)... Jazmín
- Clase 406 (2002-2003) - Blanca Uribe Soto
- Aventuras en el tiempo - Equis
- Siempre te amaré (2000-2001)... Jazmín Elizondo
- Nunca te olvidaré (1999)... Esperanza Gamboa Martel (niña)

### Séries
- Vecinos (2005) (2 episodios)... Daria / Tatiana San Román
- Amor mío (2006-2007) (27 episodios)... Violeta Sinclair
- La Rosa de Guadalupe (2008)... Rosa (1 episodio)
- Como dice el dicho (2011–2014)... Isabel

### Séries Animadas
- Las Chicas Superoderosas (1998-2005)... Mike Believe
- Las Nuevas Aventuras de Madeline (2000-2001)... Lulu
- Madeline al Polo Norte (2001)... Mónica
- Madeline y Santa (2001)... Mónica

### Programas
- Código F.A.M.A. (2003)
- El reto Burundis (2004)
- Me caigo de risa (2014)

### Filmes
- Bienvenido paisano (2006)
- El rey león II: El reino de Simba (1998)... Kiara jovem

## Prêmios

### Premios Califa de Oro 2009
| Categoria               | Telenovela | Resultado |
| ----------------------- | ---------- | --------- |
| Melhor revelação do ano | Sortilegio | Venceu    |

### Premios TVyNovelas
| Ano  | Categoria            | Telenovela               | Resultado |
| ---- | -------------------- | ------------------------ | --------- |
| 2016 | Melhor atriz juvenil | Antes muerta que Lichita | Venceu    |

### Revista Ximena
| Ano  | Categoria                            | Resultado |
| ---- | ------------------------------------ | --------- |
| 2016 | Las 30 Artistas Mexicanas Más Bellas | Venceu    |